# Boys & Girls (álbum)
Boys & Girls es el álbum debut de la banda estadounidense de rock sureño Alabama Shakes. Fue lanzado el 9 de abril de 2012. Alcanzó la sexta posición del Billboard 200 de los Estados Unidos y la tercera ubicación en el Reino Unido.

## Lista de canciones
| N.º | Título                                             | Duración |  |
| 1.  | «Hold On»                                          | 3:46     |  |
| 2.  | «I Found You»                                      | 2:59     |  |
| 3.  | «Hang Loose»                                       | 2:24     |  |
| 4.  | «Rise to the Sun»                                  | 3:08     |  |
| 5.  | «You Ain't Alone»                                  | 4:44     |  |
| 6.  | «Goin' to the Party»                               | 1:45     |  |
| 7.  | «Heartbreaker»                                     | 3:47     |  |
| 8.  | «Boys & Girls»                                     | 3:25     |  |
| 9.  | «Be Mine»                                          | 4:14     |  |
| 10. | «I Ain't the Same»                                 | 2:55     |  |
| 11. | «On Your Way»                                      | 3:05     |  |
| 12. | «Heavy Chevy» (bonus track y en el vinilo de 7")   | 1:34     |  |
| 13. | «Pocket Change» (bonus track y en el vinilo de 7") |          |  |
| 14. | «Mama» (bonus track y en el vinilo de 7")          |          |  |

## Historial de lanzamiento
| País           | Fecha                | Formato | Discográfica        |
| -------------- | -------------------- | ------- | ------------------- |
| Estados Unidos | 3 de abril de 2012   | Digital | ATO Records         |
| Reino Unido    | 6 de abril de 2012   | Digital | Rough Trade Records |
| Reino Unido    | 9 de abril de 2012   | CD      | Rough Trade Records |
| Estados Unidos | 10 de abril de 2012. | CD      | ATO Records         |